# FASTLIGHT
FASTLIGHT é uma bomba planadora guiada de pequena dimensão e peso (50 kg) lançada a partir de plataformas pequenas que podem atacar alvos fixos e móveis.  Foi desenvolvido pela Israel Military Industries (IMI).  A ogiva relativamente leve é otimizada para tais missões onde o dano colateral mínimo é de grande importância.  Possui orientação GPS/INS/Laser com um CEP de 10m.